# Преторианская гвардия

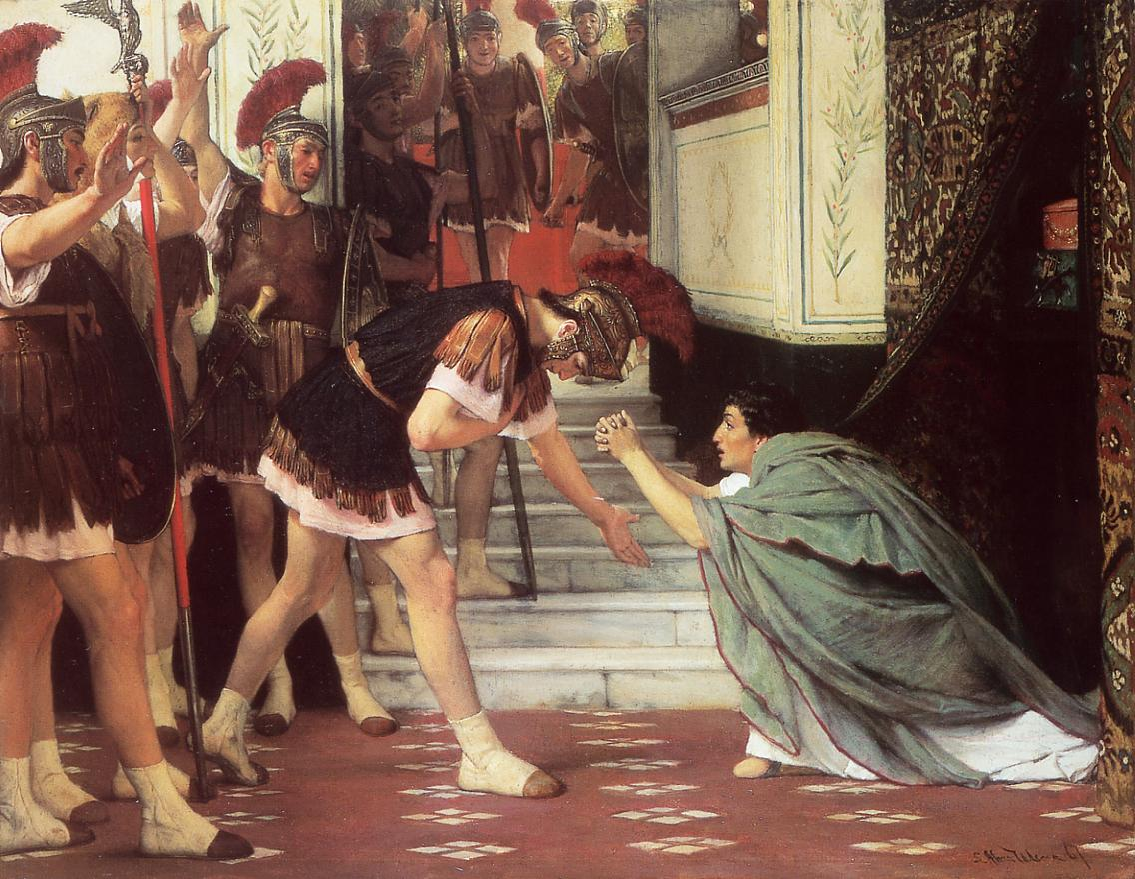
Л. Альма-Тадема, «Провозглашение преторианцами Клавдия императором», 1867 год.

Императорская гвардия, преториа́нцы (лат. praetoriani) — личные телохранители императоров Римской державы. 
Название использовалось со времён Республики, обозначая охрану римских полководцев, существовавшую с 275 года до н. э. Гвардия (лейб-гвардия) римских императоров учреждена императором Августом и имела при нём в своём составе 9 000 человек.

## Организация
Преторианцы — гвардия римских цезарей, развившаяся из отборного отряда (лат. ablecti) союзников, служившего в республиканский период для охраны главнокомандующего (отборная стража) и его претория, откуда и название — cohors praetoria, в другом источнике cohortes praetoriae. Публий Корнелий Сципион Эмилиан Африканский организовал под тем же именем охрану из римских всадников. Штаб, канцелярия и вся ближайшая свита полководца или правителя области (квестор, писцы, легаты, трибуны, префект и переводчики, ликторы, герольды, курьеры, наконец, знакомые и друзья — comites) составляли его cohors praetoria.
Для охраны порядка в Риме Октавиан Август создал 9 преторианских когорт, по 1000 человек каждая, воспользовавшись своим званием проконсула Галлии, Испании и Сирии (в республике существовало три преторианской когорты). Вне службы преторианцы носили гражданскую одежду (лат. coh. togatae). Три когорты были размещены на постое у граждан в самом Вечном городе, остальные — в пригородах столицы. Вместе с гвардейской кавалерией (лат. equites praetoriani) они составляли ядро вооружённых сил зарождающейся империи. Лишь преторианцы имели право нести службу в Риме и носить оружие, до правления Септимия Севера в гвардию зачисляли лишь уроженцев Италии. Усиленное жалование (20 тыс. сестерциев против 12 тыс. у рядового легионера), почётное положение и 16-летний срок службы (вместо 20-летнего простых легионеров и 25-летнего для вспомогательных войск) составляли привилегии гвардии. Впоследствии городская полиция (лат. cohortes urbanae) слилась с гвардией в один корпус, разделённый на 14 когорт. Преторианцы подчинялись особому префекту — praefectus praetorio (префект претория). Префект времён императора Тиберия — Сеян, сосредоточил всю гвардию в Риме, построив для неё специальный лагерь — castra praetoria. Так как преторианцы были замешаны во всех заговорах и мятежах империи, то организация их неоднократно подвергалась изменениям (например, при Вителлии). При Септимие Севере преторианские когорты, численность которых достигла к тому времени 15 тыс. чел., были распущены, а их обязанности были переданы расквартированному в предместье Рима корпусу, основу которого составляли солдаты из Иллирии.

## Форма одежды, вооружение и средства защиты
Особый статус преторианской гвардии подчёркивался и её внешним видом. Помимо императора и его семьи, только гвардия имела право использовать «императорский пурпур» в качестве отличительного цвета одежды и аксессуаров экипировки. Во время несения караулов в императорском дворце преторианцы носили особые тоги (шлемы и панцири при этом не надевались), в них же они появлялись вне службы в Риме, т.к. римские законы запрещали появляться в черте «Вечного города» вооружённым людям. Полный комплект вооружения преторианцы надевали только при ведении боевых действий, при подавлении народных выступлений. Доспехи и оружие преторианцев отличалось особой роскошью. В период расцвета Империи (I—II века н. э.) в качестве парадного защитного вооружения пеших подразделений гвардии использовался комплект из «аттического» шлема с подвижным налобником, узкими нащёчниками и пышным волосяным (перьевым) гребнем, а также «мускульной» кирасы (металлического панциря, повторяющего контуры атлетического мужского торса), надеваемой поверх кожаного поддоспешника с птеригами (прямоугольные фестоны с фигурной бахромой на концах) на плечах и бёдрах. Поверх доспехов преторианцы носили дополнительную тунику без рукавов, защищавшую металл от солнца и дождя. Как показывают рельефы колонны Траяна, в тех случаях, когда преторианская гвардия сопровождала императора в военных кампаниях, в качестве доспехов использовались принятый в легионах сегментный панцирь (лорика сегментата) и, возможно, стандартный легионерский шлем имперского типа (историки не пришли к единому мнению, какой именно тип шлема использовался пешими преторианцами на поле боя). В качестве щита гвардейцы использовали не обычный для легионов прямоугольный скутум с круглым умбоном посередине, а несколько архаичный овальный щит эпохи поздней Республики с вертикальным ребром. Внешняя сторона щита украшалась изображениями крылатых веретён и молний Юпитера, полумесяцев и звёзд. Вооружение составляли меч (гладиус), кинжал (пугио) и метательный дротик (пилум).
Конные преторианцы носили кольчужные или чешуйчатые панцири и особые плоские шестиугольные щиты с изображением скорпиона (знак преторианской гвардии, введённый при императоре Октавиане Августе как символ победы над Клеопатрой и Антонием; по другой версии - при императоре Тиберии, т.к. скорпион был зодиакальным знаком этого принцепса) и крылатых веретён и молний Юпитера. Шлемы использовались и «аттические», и особые кавалерийские (с гравировкой на тулье в виде человеческих волос и с нащёчниками, полностью закрывающими уши). В качестве оружия использовались длинный меч, приспособленный для рубки с коня (спата) и копьё (ланцея). Также часто на вооружении гвардейской конницы состояли короткие метательные дротики, носившиеся в специальном колчане, притороченном к луке седла.
Штандарты преторианской гвардии (сигнумы) отличались от принятых в легионах присутствием изображений крылатой богини победы Виктории, скорпиона, а также императора и членов его семьи (в легионах изображение императора (имаго) носилось в виде отдельного штандарта специальным знаменосцем — имагинифером). Гвардейские знаменосцы (сигниферы) и трубачи (корницены) носили поверх шлема львиные шкуры, тогда как в легионах использовали медвежьи и волчьи; только легионным орлоносцам (аквилиферам) в знак их особого статуса, как и в преторианской гвардии, полагались львиные шкуры.

## Перевороты
Многие римские императоры были убиты преторианцами или даже непосредственно префектом претория. Так, императора Калигулу лично убил трибун преторианской гвардии Херея. При участии префекта преторианцев был убит римский император Коммод. Префект преторианцев Макрин организовал заговор с целью убийства императора Каракаллы (династия Северов), после чего сам стал римским императором.

## Упразднение
Константин I Великий совершенно уничтожил преторианскую гвардию и личную кавалерию после битвы у Мульвийского моста в 312 году, заменив её на подразделения Ауксилия палатина Auxilia palatina, и разрушил преторианский лагерь как «постоянное гнездо мятежей и разврата».

## Влияние
Имя преторианцев стало синонимом интриг, заговоров, неверности и убийств, но в двух первых столетиях нашей эры они оказали большую услугу римскому государству. В это время они свергали (или пытались свергнуть) жестоких, слабых и непопулярных императоров, поддерживая только сильных и популярных. Защищая их, они расширяли их власть, сдерживая беспорядки римской толпы и интриги в сенате. Преторианская гвардия даровала империи стабильность, способствовавшую периоду Pax Romana.
Только после правления Марка Аврелия гвардия стала превращаться в безжалостных наёмников, что вызывало отрицательное к ним отношение. Однако такие же эмоции вызывали и династия Северов, а впоследствии, во время кризиса III века, легионы, сенат и сам институт императоров.
По легенде, "святой" Себастьян был командиром преторианской гвардии при императоре Диоклетиане.